# Anderland
Anderland ist eine deutsche Mystery-Fernsehserie für Kinder. Die Regie zur Serie führten u. a. George Moorse, Marco Serafini; es spielten, unter anderem, Carlo Ianni, Dirk Zalm, Mira Gittner und Loni von Friedl mit. Der Pilotfilm Im Reich der Zeit mit anschließender Diskussion wurde am 4. März 1980 im ZDF erstausgestrahlt. Die erste Staffel wurde ab dem 22. Februar 1981 gesendet. Die Serie inklusive Pilotfilm besteht aus 45 Episoden in fünf Staffeln.

## Handlung
Anderland setzte sich mit der Psyche von Kindern auseinander und sollte ihre Realität im Alltag, vor allem aber ihre Träume, Wünsche und Denkweise, widerspiegeln. So wurde in den einzelnen Folgen immer wieder das Innenleben der Darsteller, in diesem Fall vornehmlich Kinder, durchleuchtet. Ziel der Serie war es, neben der Unterhaltung, pädagogisch auf die Zuschauer einzuwirken. Als eine Art Vermittler zwischen der Erwachsenen- und der Kinderwelt diente ein Kleinwüchsiger (im Pilotfilm Michael Uhlig, danach Carlo Ianni gespielt und später von Dirk Zalm).
Am Ende einiger Folgen wurde ein Vers aus der Bibel eingeblendet, der sich auf den Inhalt der Geschichte bezog. Die einzelnen Folgen der Serie bauten nicht aufeinander auf; jede Folge wurde in ca. 30 Minuten Sendezeit abgeschlossen. Als Themen wurden z. B. Trauer, Einsamkeit, Trennung, Konflikte oder soziales Zusammenleben behandelt. Für die Produktion verantwortlich war das ZDF.

## Kritik
Die besondere Art der Auseinandersetzung mit dem Innenleben von Kindern und der Versuch von Erwachsenen, sich in ihre Psyche hineinzuversetzen, hatte massive Kritik am Konzept der Serie zur Folge. Viele Kinder erlitten durch das Anschauen von Anderland im Fernsehen Albträume. Offenbar hatten die Produzenten die Sensibilität von Kindern nicht richtig eingeschätzt. So konnte Anderland sich auch nicht dauerhaft durchsetzen und nicht an erfolgreiche Kinderserien wie Neues aus Uhlenbusch, als dessen Nachfolger es geplant war, anknüpfen.

## Zitat
„Merkwürdige und oft verstörende Serie, die sich zwar an Vorschulkinder richtete, aber selbst bei vielen Schulkindern noch Albträume verursachte. Die Geschichten waren vor allem in der ersten Staffel düster und schwer zugänglich. (Das Fernsehlexikon)“

## DVD-Veröffentlichung
Am 13. Mai 2011 sind die Folgen 1–22 und danach am 22. Juni 2012 die Folgen 23–45 auf DVD erschienen. Der Herausgeber ist das ZDF und Aviator-Entertainment.